# Ephies japonicus
Ephies japonicus är en skalbaggsart som beskrevs av Takeshiko Nakane och Nobuo Ohbayashi 1961. Ephies japonicus ingår i släktet Ephies och familjen långhorningar. Utöver nominatformen finns också underarten E. j. okinawanus.